# مركز حمورابي للبحوث والدراسات الستراتيجية
مركز حمورابي للبحوث والدراسات الستراتيجية منظمة غير حكومية أنشأت عام 2006، من قبل مجموعة من الأكاديميين العراقيين، كمركز علمي مستقل يهتم بشؤون العراق والمنطقة، من خلال دراسة الموضوعات السياسية والإستراتيجية التي تهم الشأن العراقي والعربي والإسلامي.

## النشأة
أنشئ مركز حمورابي للبحوث والدراسات الستراتيجية عام 2007 كمركز علمي مستقل يمتد إلى دراسة الموضوعات السياسية والإستراتيجية بصورة متكاملة، مع التركيز على قضايا التطور في النظام الدولي، وأنماط التفاعل بين دول المنطقة وبين النظام العالمي الذي تعيش في ظله، أو بينها وبين الإطار الإقليمي المحيط بها، أو بين بعضها البعض. ويخصص المركز حيزاً كبيراً من نشاطه العلمي لدراسة المجتمع العراقي من مختلف الجوانب السياسية والاقتصادية والاجتماعية. ويتمتع المركز باستقلالية كاملة في إدارة نشاطه العلمي فهو لايتبع لأي حزب أو جهة داخلية أو خارجية ومسجل كأحد مؤسسات المجتمع المدني في وزارة مؤسسات المجتمع المدني.

## وحدات المركز العلمية
1. وحدة الدراسات الستراتيجية.
2. وحدة الدراسات السياسية.
3. وحدة الدراسات الاقتصادية والإدارية.
4. وحدة استطلاعات الرأي.
5. وحدة دراسات المرأة وحقوق الإنسان.
6. وحدة قاعدة البيانات.
7. وحدة إدارة الجودة الشاملة.
8. وحدة إدارة الأزمات.

## النشاط البحثي
1. يعتمد المركز في تنفيذ خطته البحثية السنوية على جهود الباحثين المرتبطين بالمركز وأصدقاء المركز سواء بالتكليف المباشر أو التعاقد أو قبول البحوث التي تتواءم مع توجهات المركز.
2. تخضع بكافة مستوياتها إلى التقويم العلمي من قبل خبراء يعتمدهم المركز في مجالات النشاط البحثي التي تغطي أهداف المركز.
3. تصدر عن المركز مجلة فصلية دورية محكمة تحت عنوان (أبحاث عراقية).
4. يصدر عن المركز سنوياً التقرير الستراتيجي العراقي.
5. تصدر عن المركز شهريا نشرة تتضمن نشاطات وأخبار المركز توزع مجاناً لأعضاء المركز وأصدقاءه من المشتركين في مجلة المركز.
6. يدفع المركز مكافأة نقدية عن البحوث المقبولة للنشر وعن التقويم العلمي للبحوث.
7. يتعهد المركز بإنجاز البحوث والدراسات التي تحتاجها مؤسسات الدولة والقطاع الخاص والإدارات الحكومية وبصيغة التعاقد.
8. من ضمن نشاطات المركز أجراء حلقة نقاشية شهرية في مختلف المجالات من خلال أعداد أوراق عمل لذلك، وبمشاركة الدوائر والشخصيات المعنية.
9. يعقد المركز سنوياً مؤتمراً علمياً يتناول القضايا الهامة، ويعلن عن ذلك سنوياً في خطته.
10. يعقد المركز ندوات نصف سنوية لتناول الموضوعات الملحة أو الساخنة على الساحة المحلية أو الإقليمية أو الدولية.
11. إقامة الدورات لموظفي دوائر الدولة والقطاع الخاص في مجالات (برامج الحاسبات، انطمة حفظ واسترجاع المعلومات، الأنظمة الإدارية للادارات الوسطى والعليا).

## الأهـداف
يسعى مركز حمورابي للبحوث والدراسات الستراتيجية من خلال نشاطه العلمي إلى نشر الوعي العلمي لدى الرأي العام العراقي بالقضايا الستراتيجية في العالم بهدف تنوير الرأي العام بتلك القضايا، وترشيد عملية صنع القرار في العراق. وفي هذا الإطار، يهتم المركز بمخاطبة القادة السياسيين، صانعي القرار، الهيئات التشريعية، التنظيمات السياسية، الأحزاب السياسية، الجهاز الحكومي، الباحثين والمحللين في المجالات المختلفة ، الصحافة ووسائل الإعلام، الجمهور العام.